# Dampierre (Haute-Marne)
Dampierre é uma comuna francesa na região administrativa de Grande Leste, no departamento de Haute-Marne. Estende-se por uma área de 16,39 km². Em 2010 a comuna tinha 388 habitantes (densidade: 23,7 hab./km²).